# Rivierkwelderloper
De rivierkwelderloper (Dicheirotrichus rufithorax) is een keversoort uit de familie van de loopkevers (Carabidae). De wetenschappelijke naam van de soort werd in 1827 gepubliceerd door Carl Reinhold Sahlberg.